# Stokrotnica górska
Stokrotnica górska, stokrocica górska, aster stokrotnicowaty (Bellidiastrum michelii Cass.) – gatunek rośliny z rodziny astrowatych. Jego pozycja systematyczna jest problematyczna. Tradycyjnie jest wyodrębniany w monotypowy rodzaj stokrotnica Bellidiastrum. W niektórych ujęciach zaliczany jest do rodzaju aster Aster. Występuje tylko w górach Europy od Francji na zachodzie po Polskę, Rumunię i Grecję na wschodzie. W Polsce występuje głównie w Tatrach i Pieninach, poza tym na jednym stanowisku w Bieszczadach Zachodnich.

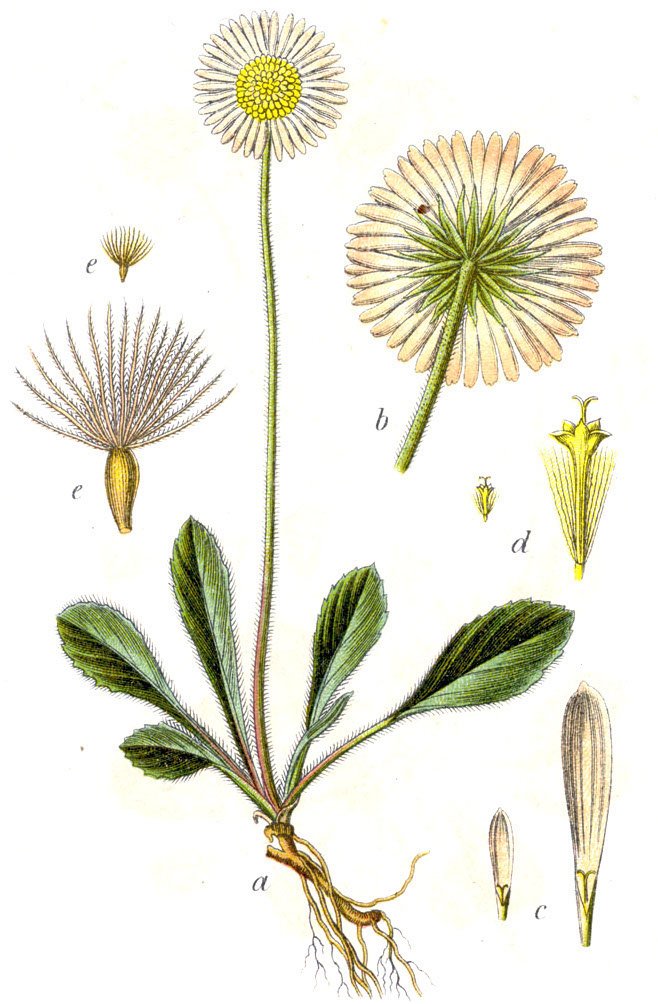
Morfologia

## Morfologia
PokrójRoślina rozetowa z bezlistną, prostą lub łukowatą łodygą (głąbikiem) o wysokości zwykle 20–30 cm, rzadziej od 10 do nawet 35 cm. Łodyga osiąga 2 mm średnicy, jest lekko bruzdowana i mniej lub bardziej gęsto pokryta białawymi włoskami.
LiścieWyłącznie liście odziomkowe, długoogonkowe (ogonek od 3 do 7 cm długości). Blaszka eliptyczna do jajowato okrągławej, karbowana, długości do 10 cm i szerokości do 3 cm. Liście zmiennie owłosione, choć z reguły orzęsione wzdłuż brzegu i ogonka.
KwiatyZebrane w pojedynczy koszyczek na szczycie głąbika, osiągający 2,5–3,5 cm średnicy. Okrywę tworzą dwa szeregi lancetowatych listków o długości do 1 cm, zielonych, górą czerwieniejących, orzęsionych. Na brzegu koszyczka jeden szereg białych lub różowofioletowych kwiatów języczkowych. Są to kwiaty żeńskie. Języczki osiągają do 1,4 cm długości i 0,2 cm szerokości. Są tępo zakończone lub z 2–3 ząbkami. Wnętrze koszyczka wypełniają obupłciowe kwiaty rurkowe. Ich lejkowate korony są żółte, osiągają do 3 mm długości i zwieńczone są 5 ząbkami o długości ok. 0,5 mm.
OwoceNiełupki do 3 mm długości, pokryte przylegającymi, krótkimi włoskami, z puchem kielichowym długości ok. 4 mm składającym się z zazębiających się włosków, barwy białej, czasem rudziejących.
Gatunek podobnyStokrotka pospolita – różni się brakiem puchu kielichowego i niższym głąbikiem (zwykle do 10, rzadko do 15 cm wysokości).

## Systematyka i taksonomia
Gatunek reprezentuje monotypowy rodzaj stokrotnica Bellidiastrum Scop., Fl. Carniol.: 376. 15 Jun - 21 Jul 1760. W niektórych ujęciach gatunek włączany jest do rodzaju aster jako Aster bellidiastrum Scop., co jednak nie ma oparcia w wynikach analiz filogenetycznych – gatunek jest blisko spokrewniony z rodzajami stokrotka Bellis i bellium Bellium tworząc z nimi tzw. grupę Bellis w obrębie podplemienia Bellidinae, podczas gdy rodzaj Aster reprezentuje podplemię Asterinae. 

## Biologia i ekologia
Bylina. Kwitnie od maja do sierpnia. Roślina wiatrosiewna.
Rośnie na skałach, w naskalnych murawach i na halach. Występuje od regla dolnego aż po piętro alpejskie, głównie na podłożu wapiennym (roślina wapieniolubna). 
W klasyfikacji zbiorowisk roślinnych gatunek charakterystyczny dla All. Seslerion tatrae.